# 더 원더풀 월드 오브 미키 마우스
미키마우스의 멋진 대모험(영어: The Wonderful World of Mickey Mouse)은 디즈니 텔레비전 애니메이션에서 제작한 미국의 애니메이션 웹 텔레비전 시리즈이다. 2020년 11월 18일에 디즈니+에서 공개되었습니다. 이 시리즈는 에미상을 수상한 미키 마우스 TV 시리즈의 연속이자 부활로서 이전과 같은 스타일을 사용하며, 루시 테일러에서 케이틀린 로블록으로 교체된 미니 마우스를 제외하고는 다수의 출연진과 제작진이 같다. 이 시리즈는 미키 마우스의 92번째 생일과 일치한다.

## 캐스팅

### 원본판
- 크리스 다이아먼토폴로스 - 미키 마우스[2]
- 케이틀린 로블록 - 미니 마우스[2]
- 토니 안셀모 - 도널드 덕[2]
- 빌 파머 - 구피, 플루토[2]
- 트레스 맥닐 - 데이지 덕[2]
- 짐 커밍스 - 피트
- 코리 버튼 - 루드윅 폰 드레이크
- 에이프릴 윈첼 - 클라라벨 카우

### 한국어판
- 남도형 - 미키 마우스
- 안소이 - 미니 마우스
- 김환진 - 도날드 덕
- 최수민 - 데이지 덕
- 박상일 → 홍범기 - 구피
- 변영희 - 플루토
- 한상덕 - 피트
- 장승길 - 루드윅 폰 드레이크
- 이진화 - 클라라벨 카우
- 홍범기 - 내레이션

## 우리말 연출
- 더빙 스튜디오 : 애드원
- 믹싱 스튜디오 : 애드원
- 번역 : 이상기
- 대사 연출 : 박원빈 (애드원)
- 기술 : 이호열
- 한국어 제작 : Disney Character Voices International,Inc.
- 기획 : 월트디즈니컴퍼니코리아 유한책임회사